# Ford EcoSport
La Ford EcoSport est un crossover produit par le constructeur automobile américain Ford. La première génération a été produite de 2003 à 2012 et la deuxième génération est produite depuis 2012.

## Première génération (2003-2012)

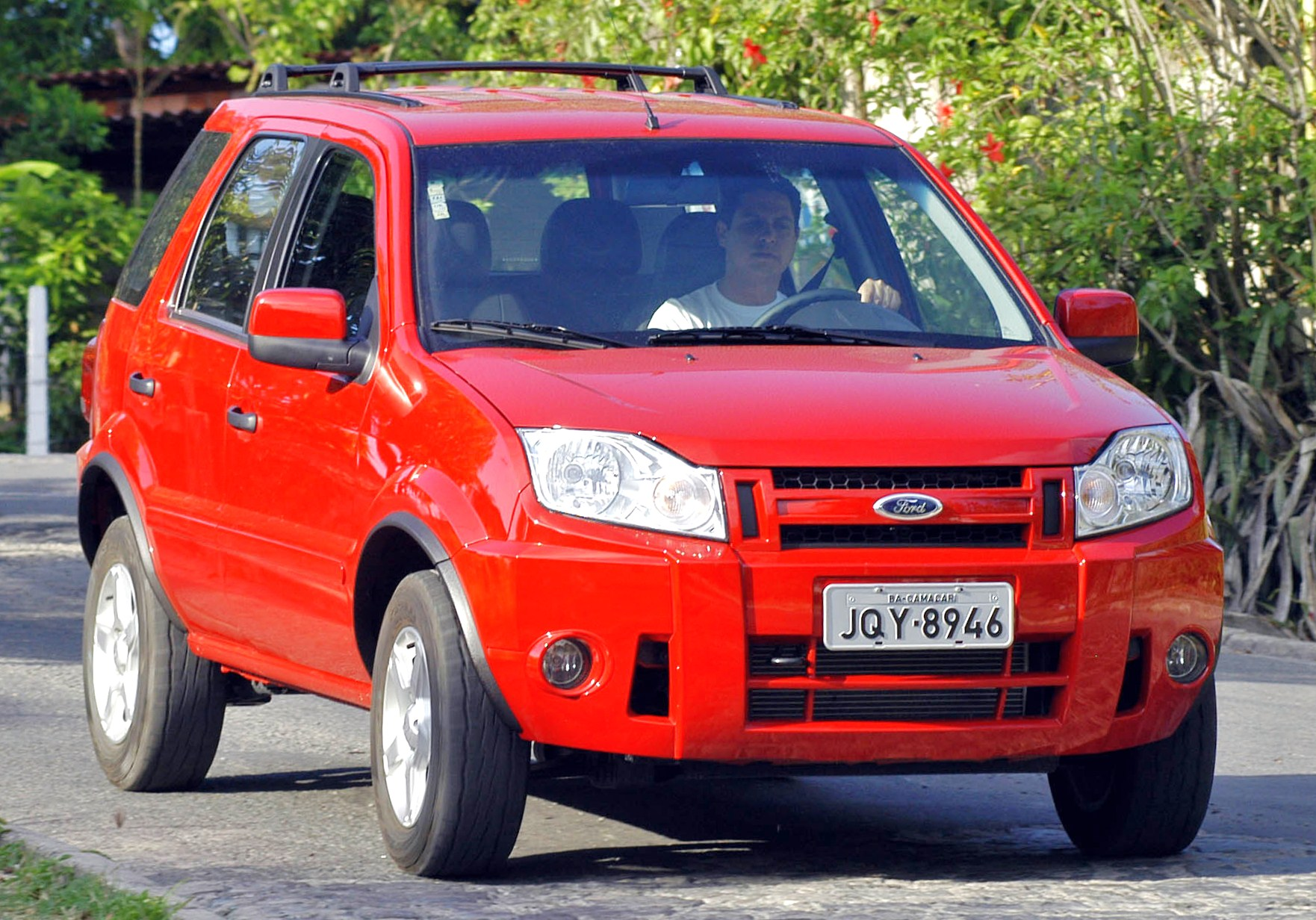
Ford EcoSport I Phase II

La première génération d'EcoSport est conçue par le Ford Brazil Development Center (code de programme BV226 - AMAZON PROJECT) et elle est basée sur la Fiesta européenne et la Ford Fusion européenne construites à Cologne (à ne pas confondre avec la Fusion berline intermédiaire d'Amérique du Nord). Pour cette raison, le projet utilise la plateforme technique B3 de Ford.
Il est vendu en Amérique latine. L'EcoSport est devenu l'un des modèles les plus vendus de Ford au Brésil (apparaissant régulièrement dans la liste des vingt véhicules les plus vendus), en Argentine, au Venezuela et au Mexique. Ses principales concurrentes étaient la Fiat Palio Weekend Adventure et la Volkswagen CrossFox. L'EcoSport s'est bien vendu; en 2011 les ventes cumulées ont atteint 700 000 unités.

### Versions et moteurs
L'EcoSport était disponible avec cinq moteurs quatre cylindres en ligne :
- Essence Zetec-Rocam suralimenté de 1 L avec 8 soupapes, 70 kW (95 ch) (arrêté en 2006)
- Essence/éthanol Zetec-Rocam de 1,6 L avec 8 soupapes, 82 kW (111 ch)
- Essence Duratec de 2,0 L avec 16 soupapes, 107 kW (145 ch)
- Diesel Duratorq TDCi de 1,4 L avec 50 kW (68 ch) (export uniquement)

Tous les modèles sont équipés de série d'une traction avant avec transmission manuelle. Le modèle de 2,0 L peut également recevoir une transmission automatique à quatre vitesses (traction avant uniquement) ou à quatre roues motrices (transmission manuelle six vitesses uniquement). Dans ce dernier cas, un système à commande électronique engage automatiquement l'essieu arrière lorsque le patinage des roues avant est détecté, il permet également au conducteur d'engager manuellement l'essieu arrière depuis le tableau de bord.

### Restylage
Fin 2007, un restylage de mi-cycle a été introduit, qui a complètement renouvelé l'avant pour le rapprocher des pick-ups actuels de Ford ainsi que de la Ford Fiesta brésilienne contemporaine restylée, il a également mis à jour les feux arrière, les deux pare-chocs et l'intérieur montrait un nouveau tableau de bord utilisant des matériaux de meilleure qualité.

### Mexique
Le Ford EcoSport est arrivé au Mexique fin 2003 en tant que modèle de 2004. L'accueil du public a été impressionnant et s'est poursuivi jusqu'en 2006. Pour l'année modèle 2007, les ventes du petit SUV ont commencé à baisser et il a cessé de bien se vendre. Par rapport aux 15 000 unités vendues en 2004, seulement 10 000 unités de l'année modèle 2007 ont été vendues. Cette tendance a continué de s'aggraver pour l'année modèle rafraîchie de 2008 en partie à cause d'une augmentation des prix.
Seulement 6 345 unités de l'année modèle 2008 ont été vendues, et les ventes de l'année modèle 2009 jusqu'en juillet 2009 n'étaient que de 2 135 unités. En raison de la baisse des ventes et de la concurrence accrue du Ford Escape, Ford a annoncé qu'une année modèle 2010 raccourcie serait la dernière vendue au Mexique. Cependant, un an plus tard, Ford avait annoncé le lancement du nouvel EcoSport en 2012, ramenant l'EcoSport au Mexique après une absence de deux ans.

## Deuxième génération (2012-2022)

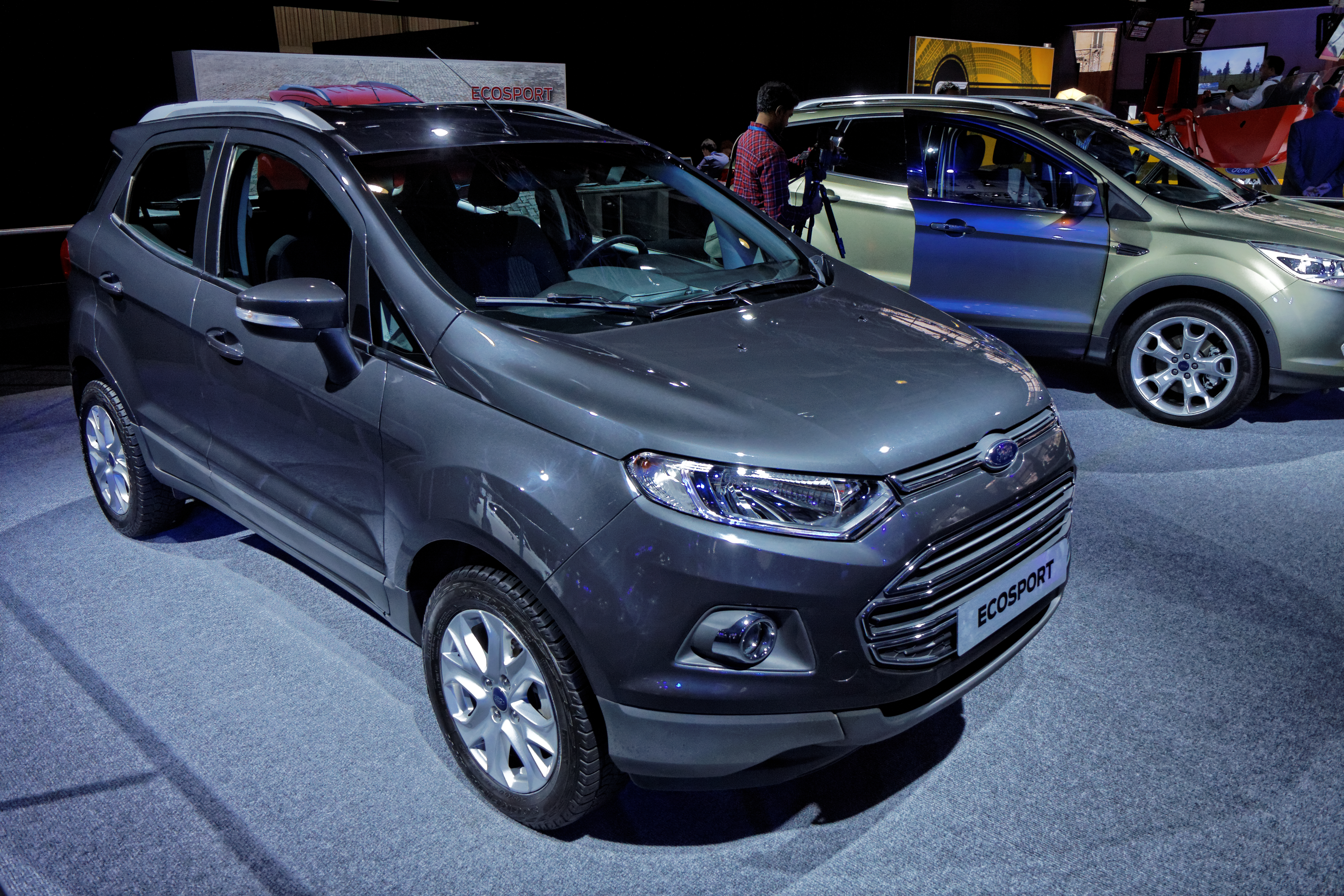
Ford Ecosport II phase 1, 2.0 Titanium en 2012 au Mondial de l'automobile de Paris

### Phase 1
La deuxième génération de l'EcoSport est développée dans le cadre du processus de développement de produits mondiaux de Ford au Ford Brazil Development Center. Elle est basée sur la plateforme technique B2E de la Ford Fiesta de 2011 et elle est lancée dans le monde entier. La deuxième génération d'EcoSport est annoncée par un concept car présenté à l'exposition automobile de New Delhi 2012, en Inde, le 4 janvier 2012. L'EcoSport II est sorti le 14 juillet 2012 en Amérique latine.
Ford présente la variante de production du Ford EcoSport en Chine, prévoyant de commencer les ventes en mars 2013. En plus de la Chine, le SUV est également fabriqué dans l'usine Ford de Chennai en Inde, pour la vente intérieure et l'exportation, initialement vers les marchés européens et, d'ici 2018, les marchés nord-américains. Il a été importé en 2014 en Europe. L'usine Ford de Rayong, en Thaïlande, fabrique l'EcoSport pour les marchés d'Asie du Sud-Est,.
En août 2015, l'usine indienne de Ford avait déjà vendu 200 000 EcoSport ; 112 000 d'entre eux ont été vendus en Inde tandis que le reste a été exporté vers l'Afrique du Sud, Taïwan, le Japon, l'Australie et l'Europe.  
Dans certains pays, l'EcoSport est équipé d'un moteur essence trois cylindres EcoBoost de 1,0 litre qui a une puissance de 120 ch (88 kW) et 170 N m de couple[réf. nécessaire]. Le moteur turbocompressé dispose d'un double calage variable indépendant des arbres à cames (DCVi-AC) qui contribue à un couple maximal de 1 300 tr/min. L'EcoSport peut remorquer jusqu'à 700 kg.
En 2018, Ford a mis fin à la production de voitures particulières en Thaïlande, mettant ainsi fin à la production de l'EcoSport. Ford continue de construire des pickups et leur dérivé SUV dans ce pays. En 2019, Ford Sollers a fermé son usine de Naberezhnye, Chelny (Russie) mettant fin à la production de l'EcoSport en Russie. En 2020, l'EcoSport a été retiré de la gamme Ford en Australie et en Nouvelle-Zélande, le Ford Puma du marché européen servant de remplaçant.
Le 11 janvier 2021, Ford a annoncé la fermeture de trois usines de production au Brésil dans le cadre de mesures de réduction des coûts. En conséquence, la production de l'EcoSport a été arrêtée avec effet immédiat au Brésil, de même que la Ka (Figo) et le Troller T4.

#### Motorisations
Les moteurs disponibles incluent l'EcoBoost de 1,0 litre développé au Dunton Technical Center de Ford au Royaume-Uni. Il s'agit d'un bloc trois cylindres turbocompressé en fonte d'aluminium fabriqué dans une version de 74 kW (101 ch) et de 88 à 92 kW (120 à 125 ch), cette dernière délivrant un couple maximal de 170 N m de 1 300 à 4 500 tr/min et de 200 N m en suralimentation. L'utilisation d'aluminium au lieu de fonte pour le bloc moteur a amélioré le temps de préchauffage du moteur de 50 %.
La conception du moteur trois cylindres provoque des vibrations inhérentes, qui sont contrecarrées par un volant d'inertie délibérément déséquilibré, qui a moins de friction que les arbres d'équilibrage.
Le collecteur d'échappement est coulé dans la culasse, ce qui réduit le temps de préchauffage du moteur. Les dimensions en hauteur et en largeur du bloc moteur sont comparables à celles d'une feuille de papier au format A4. Cette version de l'EcoSport est disponible en Chine, en Europe, en Inde, aux États-Unis, mais pas au Brésil. L'EcoSport brésilien a un moteur essence de 1,6 litre, qui produit 114 ch (84 kW) et 156 N m de couple.
L'EcoSport russe est livré avec deux moteurs différents : un moteur de 1,6 litre, qui produit 122 ch (91 kW) et 148 N m, et un moteur de 2,0 litres, qui produit 140 ch (104 kW) et 186 N m. La version de 2,0 litres de l'EcoSport est disponible en quatre roues motrices avec transmission manuelle, tandis que la version de 1,6 litre est à 2 roues motrices uniquement, mais disponible avec une boîte manuelle à six vitesses ou une transmission automatique PowerShift.
En plus du moteur EcoBoost de 1,0 litre, les marchés chinois et indien disposent également d'un moteur essence Ti-VCT de 1,5 litre, qui produit 109 ch (81 kW) et 140 N m. L'EcoSport dispose également d'un moteur diesel BS6 TDCi de 1,5 litre qui développe une puissance de 99 ch (73 kW) à 3 750 tr/min et un couple de 215 N m à 1 750–2 500 tr/min.
|                                       | 1.0 EcoBoost                                  | 1.0 EcoBoost                              | 1.5 Ti-VCT                    | 1.6                           | 2.0 Duratec                                 |
| ------------------------------------- | --------------------------------------------- | ----------------------------------------- | ----------------------------- | ----------------------------- | ------------------------------------------- |
| Disponibilité                         | 09/2013                                       | 09/2017                                   | 09/2013                       | 08/2012                       | 08/2012                                     |
| Caractéristiques                      |                                               |                                           |                               |                               |                                             |
| Type de moteur                        | L3 essence                                    | L3 essence                                | L4 essence                    | L4 essence                    | L4 essence                                  |
| Alimentation                          | Turbocompressé, injection directe, Ti-VCT     | Turbocompressé, injection directe, Ti-VCT | Atmosphérique                 |                               |                                             |
| Cylindrée                             | 999 cm3                                       | 999 cm3                                   | 1 499 cm3                     | 1 596 cm3                     | 1 999 cm3                                   |
| Puissance maximale                    | 92 kW (125 ch) à 6 000 tr/min                 | 103 kW (140 ch) à 6 000 tr/min            | 82 kW (112 ch) à 6 300 tr/min | 81 kW (110 ch) à 6 000 tr/min | 105 kW (143 ch) à 6 250 tr/min              |
| Couple maximal                        | 170 N m à 1 400–4 000 tr/min                  | 180 N m à 1 500–5 000 tr/min              | 140 N m à 4 300 tr/min        | 153 N m à 4 250 tr/min        | 187 N m à 4 250 tr/min                      |
| Transmission                          |                                               |                                           |                               |                               |                                             |
| Transmission, série                   | Traction                                      | Traction                                  | Traction                      | Traction                      | Traction                                    |
| Transmission, option                  | —                                             | —                                         | —                             | —                             | [Intégrale]                                 |
| Boîte de vitesses, série              | Manuelle 5 puis 6 rapports (dès 09/2017)      | Manuelle 5 puis 6 rapports (dès 09/2017)  | Manuelle 5 rapports           | Manuelle 5 rapports           | Manuelle 5 rapports                         |
| Boîte de vitesses, option             | PowerShift 6 rapports (dès 09/2017)           | —                                         | PowerShift 6 rapports         | —                             | PowerShift 6 rapports [Manuelle 6 rapports] |
| Mesures                               |                                               |                                           |                               |                               |                                             |
| Vitesse maximale                      | 180 km/h                                      | 188 km/h                                  | 172 km/h (172 km/h)           | 180 km/h                      | 180 km/h                                    |
| Accélération 0–100 km/h               | 12,7 s (11,6 s)                               | 11,8 s                                    | 13,3 s (14,1 s)               | 12,5 s                        | 10,7 s (11,6 s) [11,7 s]                    |
| Consommation par 100 km (cycle mixte) | 5,4 l, SP95 dès 09/2017 : 5,2 l (5,4 l), SP95 | 5,2 l, SP95                               | 6,3 l (6,3 l), SP95           | —                             | —                                           |
| Émissions de CO2 (cycle mixte)        | 125 g/km dès 09/2017 : 119 g/km (134 g/km)    | 119 g/km                                  | 149 g/km (149 g/km)           | —                             | —                                           |
| Norme d'émission                      | Euro 6                                        | Euro 6                                    | Euro 6                        | —                             | —                                           |
| Capacité du réservoir                 | 52 litres                                     | 52 litres                                 | 52 litres                     | 52 litres                     | 52 litres                                   |

|                                       | 1.5 TDCi                                                    | 1.5 TDCi                                                    |
| ------------------------------------- | ----------------------------------------------------------- | ----------------------------------------------------------- |
| Disponibilité                         | 09/2013–09/2017                                             | depuis 09/2017                                              |
| Caractéristiques                      |                                                             |                                                             |
| Type de moteur                        | L4 diesel                                                   | L4 diesel                                                   |
| Alimentation                          | Turbo à géométrie fixe et injection directe à rampe commune | Turbo à géométrie fixe et injection directe à rampe commune |
| Cylindrée                             | 1 498 cm3                                                   | 1 498 cm3                                                   |
| Puissance maximale                    | 70 kW (95 ch) à 3 750 tr/min                                | 74 kW (100 ch) à 6 200 tr/min                               |
| Couple maximal                        | 215 N m à 1 750 tr/min                                      | 215 N m à 1 750–3 000 tr/min                                |
| Transmission                          |                                                             |                                                             |
| Transmission, série                   | Traction                                                    | Traction                                                    |
| Boîte de vitesses, série              | Manuelle 5 rapports                                         | Manuelle 6 rapports                                         |
| Mesures                               |                                                             |                                                             |
| Vitesse maximale                      | 160 km/h                                                    | 160 km/h                                                    |
| Accélération 0–100 km/h               | 14,0 s                                                      | 14,0 s                                                      |
| Consommation par 100 km (cycle mixte) | 4,4 l, diesel                                               | 4,1 l, diesel                                               |
| Émissions de CO2 (cycle mixte)        | 115 g/km                                                    | 107 g/km                                                    |
| Norme d'émission                      | Euro 6                                                      | Euro 6                                                      |
| Capacité du réservoir                 | 52 litres                                                   | 52 litres                                                   |

1. ↑  Motorisation plus disponible sur le marché européen depuis septembre 2017. Il reste toutefois disponible en Inde.
2. 1 2  Motorisation destinée au marché brésilien.

#### Sécurité
Le Ford EcoSport est équipé du système de connexion pour le conducteur Ford SYNC, un système de commande développé conjointement avec Microsoft. Il a aussi des airbags, freins antiblocage (FAB), programme de stabilité électronique (PSE), direction assistée électrique (DAE), aide au démarrage en côte, système de contrôle de traction (SCT) et capteurs de stationnement arrière.

#### Commercialisation

##### Inde
Le marché indien a été parmi les premiers à recevoir l'EcoSport. La voiture est fabriquée dans l'usine Ford de Chennai en Inde, disponible en six versions (Ambiente, Trend, Titanium, Titanium+, Sports & Thunder Edition) avec le choix de deux options de moteur, un moteur essence Dragon Ti-VCT de 1,5 litre et un moteur diesel TDCi de 1,5 litre. Les moteurs sont disponibles avec une boîte manuelle à cinq vitesses et seul les modèles à moteur essence sont disponibles avec une transmission à 6 vitesses avec convertisseur de couple. Le moteur essence EcoBoost de 1,0 litre a été abandonné après que le véhicule ait été mis à niveau pour répondre aux normes de conformité des émissions BS6.

##### Japon
Lors de son introduction à l'international, il a également été mis à disposition au Japon, en tant que plus petit compagnon du Ford Kuga et du Ford Explorer. Tous les moteurs, à l'exception du diesel, sont proposés au Japon, avec une transmission manuelle à cinq vitesses ou à six vitesses avec double embrayage et une transmission intégrale en option. Les moteurs de 1,0 et 1,5 litre offrent aux clients japonais la possibilité d'économiser sur l'obligation de taxe de circulation japonaise annuelle.

##### Europe
Une première série de 500 modèles en édition limitée est vendue sur réservation. L'annonce a été faite en septembre 2013, lors du salon IFA de Berlin, et les premières versions en édition limitée ont pu être commandées sur un site internet dédié. Ce SUV est la réponse de Ford au Renault Captur. Après des chiffres de ventes décevants en Europe en 2014, au cours desquels l'EcoSport ne s'est vendu qu'à 11 000 unités contre plus de 100 000 pour chacun de ses principaux concurrents, la voiture a été révisée en 2015, pour la rendre plus adaptée aux goûts européens. En mars 2016, il a été annoncé que le Ford EcoSport serait construit à partir de l'automne 2017 en Roumanie, dans l'usine de Craiova, déplaçant la production pour le marché européen depuis l'usine actuelle de Chennai, en Inde. Cela s'est produit sur un fond de marché en croissance pour le segment des SUV en Europe, et apporterait un investissement de 200 millions d'euros à l'usine.

### Phase 2
En 2017, l'EcoSport est restylé et dévoilé au salon de Los Angeles 2016 : il reçoit une calandre à barrettes avec un logo Ford, inspirée de celle des nouveaux Kuga et Edge, des phares et boucliers redessinés, puis une planche de bord avec des buses d'aération et un pare-chocs arrière redessiné. Le tableau de bord est doté d'un écran tactile de 20 cm qui remplace les commandes de climatisation se déplaçant en bas et il prend en charge à la fois Apple CarPlay et Android Auto.
Sur le marché américain, les ventes de l'EcoSport ont commencé en 2018. Les premiers modèles incluent le moteur essence trois cylindres turbo EcoBoost de 1.0 L pour les modèles à traction avant et le moteur essence quatre cylindres à aspiration naturelle de 2.0 L pour les modèles à 4 roues motrices. Les deux moteurs ont une transmission automatique à six vitesses. Les EcoSport des marchés australien, canadien et américain, fabriqués en Inde, ont le pneu de secours monté à l'arrière en option sur le modèle de base. Il n'a pas bien été accueilli en raison de sa roue de secours, un élément arrière des vrais 4x4 qui les protège des chocs, aujourd'hui non disponible sur les SUVs et crossovers, se voulant plus urbains, plus civilisés et moins tout-terrains.
Fin 2015, lors d'une mise à jour, il perd la roue de secours à l'arrière qui l'empêchait de se vendre bien,.

### EcoSport Active
En novembre 2020 Ford présente une version baroudeuse de l'EcoSport nommée Active, dotée du trois cylindres 1.0 EcoBoost de 125 ch et d'une garde au sol surélevée.

### Finitions
L'EcoSport est disponible en 2 finitions avec les équipements suivants :
- Trend: Antibrouillards avant, feux de jour, jantes en acier 16", vitres teintées, accoudoir central avant, air conditionné manuel, boîte à gants réfrigérée, ordinateur de bord, prise 12 V, siège conducteur réglable, système audio radio, CD avec prise USB, volant multifonctions en cuir, fixations ISOFIX, ABS avec aide au freinage d'urgence, ESP, coussins gonflables de sécurité (« airbag ») pour genoux, frontaux, latéraux et rideaux.
- Titanium: en plus de Trend, allumage automatique des feux et des essuie-glaces avant, barres de toit façon aluminium, jantes alliage 16", air climatisé automatique, audio pack 2 avec radio CD/MP3, 6 haut-parleurs, prises AUX/USB, écran couleur 4.2", commandes au volant, Ford SYNC avec AppLink, Bluetooth, système Keyfree, régulateur de vitesse, rétroviseur intérieur électrochimique, sellerie cuir/tissus, aide au stationnement arrière.
- Titanium S: Jantes de 17 pouces, coques de rétroviseurs noires, des vitres surteintées, un toit peint et l'apparition du GPS.
- STline : Jantes de 17 pouces, aileron arrière, jupes latérales, phares assombris.

#### Séries spéciales
- B&O Play Edition

## Ventes
| Année civile | Europe | Inde  | Brésil | Chine  | Thaïlande | États Unis | Canada | Afrique du Sud | Vietnam |
| ------------ | ------ | ----- | ------ | ------ | --------- | ---------- | ------ | -------------- | ------- |
| 2012         |        |       | 38287  |        |           |            |        |                |         |
| 2013         |        | 33702 | 66 103 | 59 680 |           |            |        |                |         |
| 2014         | 12890  | 51068 | 54262  | 84643  | 6289      |            |        |                |         |
| 2015         | 40084  | 42403 | 33 861 | 56465  | 3555      |            |        | 11626          |         |
| 2016         | 57294  | 45710 | 28105  | 42393  | 2167      |            |        | 11442          |         |
| 2017         | 63150  | 45146 | 31195  | 33972  | 2919      |            |        | 9920           |         |
| 2018         | 110574 | 51973 | 34497  | 16033  | 696       | 54348      | 6 315  | 5 769          |         |
| 2019         | 120376 | 39989 | 34 206 | 2924   |           | 64708      | 7437   | 9802           | 2929    |
| 2020         | 47548  | 27181 | 24035  | 2670   |           | 60545      | 4866   | 7255           | 2813    |